# 43-тя паралель північної широти
43-тя паралель північної широти — лінія широти, що лежить на 43 градуси північніше земної екваторіальної площини. Вона проходить через Європу, Середземне море, Азію, Тихий океан, Північну Америку та Атлантичний океан.

В США через 43-тю паралель північної широти проходить кордон між штатами Південна Дакота та Небраска

В США через паралель проходить кордон між штатами Південна Дакота та Небраска
На цій широті під час літнього сонцестояння сонце видно 15 годин 22 хвилини, а під час зимового сонцестояння — 9 годин.

## Список географічних об'єктів, що перетинає 43° пн. ш.
Починаючи з Гринвіцького меридіану та рухаючись на схід, 43-тя паралель північної широти проходить через:
| Координати                                                   | Країна, територія або море | Примітки |
| ------------------------------------------------------------ | -------------------------- | --- |
| 43°0′ пн. ш. 0°0′ сх. д. / 43.000° пн. ш. 0.000° сх. д.      | Франція                    | |
| 43°0′ пн. ш. 3°2′ сх. д. / 43.000° пн. ш. 3.033° сх. д.      | Середземне море            | Ліонська затока |
| 43°0′ пн. ш. 6°10′ сх. д. / 43.000° пн. ш. 6.167° сх. д.     | Франція                    | Проходить через Єрські острови |
| 43°0′ пн. ш. 6°14′ сх. д. / 43.000° пн. ш. 6.233° сх. д.     | Середземне море            | |
| 43°0′ пн. ш. 9°20′ сх. д. / 43.000° пн. ш. 9.333° сх. д.     | Франція                    | Проходить через острів Корсика |
| 43°0′ пн. ш. 9°27′ сх. д. / 43.000° пн. ш. 9.450° сх. д.     | Середземне море            | Проходить південніше острова Капрая[en], Італія |
| 43°0′ пн. ш. 10°30′ сх. д. / 43.000° пн. ш. 10.500° сх. д.   | Італія                     | Проходить через Гроттаммаре |
| 43°0′ пн. ш. 13°52′ сх. д. / 43.000° пн. ш. 13.867° сх. д.   | Адріатичне море            | Проходить південніше острова Віс, Хорватія Проходить північніше острова Корчула, Хорватія                                                                    |
| 43°0′ пн. ш. 17°2′ сх. д. / 43.000° пн. ш. 17.033° сх. д.    | Хорватія                   | |
| 43°0′ пн. ш. 17°40′ сх. д. / 43.000° пн. ш. 17.667° сх. д.   | Боснія і Герцеговина       | |
| 43°0′ пн. ш. 18°28′ сх. д. / 43.000° пн. ш. 18.467° сх. д.   | Чорногорія                 | |
| 43°0′ пн. ш. 20°6′ сх. д. / 43.000° пн. ш. 20.100° сх. д.    | Сербія                     | |
| 43°0′ пн. ш. 20°34′ сх. д. / 43.000° пн. ш. 20.567° сх. д.   | Косово                     | Проходить через частково визнане Косово, яке частина країн розглядає як територію Сербії                                                                     |
| 43°0′ пн. ш. 21°14′ сх. д. / 43.000° пн. ш. 21.233° сх. д.   | Сербія                     | Проходить через Лесковац |
| 43°0′ пн. ш. 22°49′ сх. д. / 43.000° пн. ш. 22.817° сх. д.   | Болгарія                   | |
| 43°0′ пн. ш. 27°54′ сх. д. / 43.000° пн. ш. 27.900° сх. д.   | Чорне море                 | |
| 43°0′ пн. ш. 40°56′ сх. д. / 43.000° пн. ш. 40.933° сх. д.   | Республіка Абхазія         | Проходить через частково визнану Абхазію, окуповану Росією територію Грузії · Проходить через Сухумі                                                         |
| 43°0′ пн. ш. 41°54′ сх. д. / 43.000° пн. ш. 41.900° сх. д.   | Грузія                     | |
| 43°0′ пн. ш. 43°5′ сх. д. / 43.000° пн. ш. 43.083° сх. д.    | Росія                      | Проходить через Владикавказ та Махачкалу |
| 43°0′ пн. ш. 47°28′ сх. д. / 43.000° пн. ш. 47.467° сх. д.   | Каспійське море            | |
| 43°0′ пн. ш. 51°46′ сх. д. / 43.000° пн. ш. 51.767° сх. д.   | Казахстан                  | |
| 43°0′ пн. ш. 56°0′ сх. д. / 43.000° пн. ш. 56.000° сх. д.    | Узбекистан                 | |
| 43°0′ пн. ш. 65°46′ сх. д. / 43.000° пн. ш. 65.767° сх. д.   | Казахстан                  | Проходить північніше Тараза |
| 43°0′ пн. ш. 73°33′ сх. д. / 43.000° пн. ш. 73.550° сх. д.   | Киргизстан                 | Проходить північніше Бішкека |
| 43°0′ пн. ш. 74°43′ сх. д. / 43.000° пн. ш. 74.717° сх. д.   | Казахстан                  | |
| 43°0′ пн. ш. 80°23′ сх. д. / 43.000° пн. ш. 80.383° сх. д.   | КНР                        | Сіньцзян |
| 43°0′ пн. ш. 96°10′ сх. д. / 43.000° пн. ш. 96.167° сх. д.   | Монголія                   | |
| 43°0′ пн. ш. 110°40′ сх. д. / 43.000° пн. ш. 110.667° сх. д. | КНР                        | Внутрішня Монголія Ляонін Цзілінь — приблизно на 26 км Ляонін — приблизно на 14 км Цзілінь                                                                   |
| 43°0′ пн. ш. 129°53′ сх. д. / 43.000° пн. ш. 129.883° сх. д. | Північна Корея             | Приблизно на 5 км |
| 43°0′ пн. ш. 129°57′ сх. д. / 43.000° пн. ш. 129.950° сх. д. | КНР                        | Цзілінь |
| 43°0′ пн. ш. 131°6′ сх. д. / 43.000° пн. ш. 131.100° сх. д.  | Росія                      | Приморський край — проходить південніше Владивостока |
| 43°0′ пн. ш. 131°34′ сх. д. / 43.000° пн. ш. 131.567° сх. д. | Японське море              | Амурська затока |
| 43°0′ пн. ш. 131°47′ сх. д. / 43.000° пн. ш. 131.783° сх. д. | Росія                      | Проходить через острів Руський |
| 43°0′ пн. ш. 131°56′ сх. д. / 43.000° пн. ш. 131.933° сх. д. | Японське море              | Уссурійська затока |
| 43°0′ пн. ш. 132°19′ сх. д. / 43.000° пн. ш. 132.317° сх. д. | Росія                      | |
| 43°0′ пн. ш. 134°7′ сх. д. / 43.000° пн. ш. 134.117° сх. д.  | Японське море              | |
| 43°0′ пн. ш. 140°31′ сх. д. / 43.000° пн. ш. 140.517° сх. д. | Японія                     | Проходить через острів Хоккайдо Проходить південніше Саппоро                                                                                                 |
| 43°0′ пн. ш. 145°1′ сх. д. / 43.000° пн. ш. 145.017° сх. д.  | Тихий океан                | |
| 43°0′ пн. ш. 124°28′ зх. д. / 43.000° пн. ш. 124.467° зх. д. | США                        | Орегон — проходить північніше Кратерного озера Айдахо Вайомінг Становить кордон між Південною Дакотою та Небраскою Айова Вісконсин — проходить через Мілвокі |
| 43°0′ пн. ш. 87°53′ зх. д. / 43.000° пн. ш. 87.883° зх. д.   | Озеро Мічиган              | |
| 43°0′ пн. ш. 86°13′ зх. д. / 43.000° пн. ш. 86.217° зх. д.   | США                        | Мічиган — проходить через Гранд-Рапідс та Флінт |
| 43°0′ пн. ш. 82°25′ зх. д. / 43.000° пн. ш. 82.417° зх. д.   | Канада                     | Онтаріо — проходить через Сарнію, Лондон та Велланд |
| 43°0′ пн. ш. 79°1′ зх. д. / 43.000° пн. ш. 79.017° зх. д.    | США                        | Нью-Йорк - проходить через Баффало та Сірак'юс Вермонт Нью-Гемпшир — проходить через Манчестер                                                               |
| 43°0′ пн. ш. 70°45′ зх. д. / 43.000° пн. ш. 70.750° зх. д.   | Атлантичний океан          | |
| 43°0′ пн. ш. 9°15′ зх. д. / 43.000° пн. ш. 9.250° зх. д.     | Іспанія                    | Проходить через Луго та Рейносу |
| 43°0′ пн. ш. 1°4′ зх. д. / 43.000° пн. ш. 1.067° зх. д.      | Франція                    | |